# تشارلي هاردينغ
تشارلي هاردينغ (بالإنجليزية: Charlie Harding)‏ هو لاعب كرة قاعدة أمريكي، ولد في 3 يناير 1891 في ناشفيل في الولايات المتحدة، وتوفي في 30 أكتوبر 1971.

## وصلات خارجية
- تشارلي هاردينغ على موقعبيزبول رفرنس.كوم (الدوري الرئيسي) (الإنجليزية)
- تشارلي هاردينغ على موقعبيزبول رفرنس.كوم (الدوري الثانوي) (الإنجليزية)